# 木月住吉町
木月住吉町（きづきすみよしちょう）は、神奈川県川崎市中原区の町名。丁目のない単独行政地名。住居表示実施済区域。

## 地理
中原区の南東に位置し、二ヶ領用水の本流と、その支流である渋川に挟まれている。域内を綱島街道（東京都道・神奈川県道2号東京丸子横浜線）が貫通しているほか、災害医療拠点病院にも指定されている関東労災病院も所在する。
木月住吉町は北端で今井南町と、北東端で市ノ坪と、東端で苅宿と、南端で西加瀬と、南西端では渋川を境として木月と、北西端では東急東横線を境として木月伊勢町と接している。これらの町域はすべて中原区に属しており、木月住吉町は市境や区境には接していない。

### 地価
住宅地の地価は、2025年（令和7年）1月1日の公示地価によれば、木月住吉町28-32の地点で51万2000円/m²となっている。

## 歴史
木月住吉町は、1942年（昭和17年）に木月から分離されて設置された。それと前後して東京航空計器の工場が当地に進出し、農地が軍需工場へと転用されていった。その結果、戦時中には空襲の被害も受け、また戦後には工場敷地がアメリカ軍に占領された。その跡地には、のちに神奈川県立住吉高等学校や中原平和公園が設置された。

### 地名の由来
中原町の成立にともなって正式な地名から消えた住吉村の名前に由来する。なお、「住吉村」の名前自体は瑞祥地名だという話が地元に伝わっている。また、「木月」の由来については木月 (川崎市)#地名の由来を参照のこと。

### 沿革
- 1937年（昭和12年） - 東京航空計器が当地に進出。
- 1942年（昭和17年） - 木月から分離されて木月住吉町が成立。
- 1945年（昭和20年） - 空襲の被害を受ける。
- 1957年（昭和32年） - 関東労災病院が開院[8]。
- 1972年（昭和47年） - 川崎市が政令指定都市に移行。当地は川崎市中原区木月住吉町となる。一部が西加瀬に編入される[9]。
- 1980年（昭和55年） - 神奈川県立住吉高等学校が開校。
- 2004年（平成16年） - 住居表示が実施される。

### 町域の変遷
1942年（昭和17年）の木月住吉町成立時
木月字中島・字春日町・字田中・字田中耕地・字子ノ神前などのあった区域に木月住吉町が設置されている。
2004年（平成16年）の住居表示施行時
今井南町、苅宿字西畑・字東畑の各一部が木月住吉町に編入されているほか、逆に木月住吉町の一部が今井南町や苅宿字西畑・字東畑に編入されている。
2009年（平成21年）11月2日
隣接する苅宿の住居表示施行に伴い、苅宿字西畑の一部が木月住吉町に編入されている。
2015年（平成27年）9月7日
隣接する今井南町の住居表示に伴い、川崎市立東住吉小学校の敷地など、同町の東急東横線以東が木月住吉町に編入されている。

## 世帯数と人口
2025年（令和7年）6月30日現在（川崎市発表）の世帯数と人口は以下の通りである。
| 町丁       | 世帯数    | 人口    |
| ---------- | --------- | ------- |
| 木月住吉町 | 2,716世帯 | 4,560人 |

### 人口の変遷
国勢調査による人口の推移。
| 年                 | 人口  |
| ------------------ | ----- |
| 1995年（平成7年）  | 4,007 |
| 2000年（平成12年） | 3,936 |
| 2005年（平成17年） | 4,456 |
| 2010年（平成22年） | 4,531 |
| 2015年（平成27年） | 4,401 |
| 2020年（令和2年）  | 4,556 |

### 世帯数の変遷
国勢調査による世帯数の推移。
| 年                 | 世帯数 |
| ------------------ | ------ |
| 1995年（平成7年）  | 2,116  |
| 2000年（平成12年） | 2,182  |
| 2005年（平成17年） | 2,554  |
| 2010年（平成22年） | 2,702  |
| 2015年（平成27年） | 2,620  |
| 2020年（令和2年）  | 2,748  |

## 学区
市立小・中学校に通う場合、学区は以下の通りとなる（2022年3月時点）。
| 番地                                               | 小学校               | 中学校             |
| -------------------------------------------------- | -------------------- | ------------------ |
| 1番11〜12号                                        | 川崎市立東住吉小学校 | 川崎市立今井中学校 |
| 1番1号 2番～19番1号 19番22～31号 19番39号 20～36番 | 川崎市立東住吉小学校 | 川崎市立住吉中学校 |
| 19番5～19号 19番32～38号                           | 川崎市立苅宿小学校   | 川崎市立住吉中学校 |

## 事業所
2021年（令和3年）現在の経済センサス調査による事業所数と従業員数は以下の通りである。
| 町丁       | 事業所数  | 従業員数 |
| ---------- | --------- | -------- |
| 木月住吉町 | 120事業所 | 2,520人  |

### 事業者数の変遷
経済センサスによる事業所数の推移。
| 年                 | 事業者数 |
| ------------------ | -------- |
| 2016年（平成28年） | 104      |
| 2021年（令和3年）  | 120      |

### 従業員数の変遷
経済センサスによる従業員数の推移。
| 年                 | 従業員数 |
| ------------------ | -------- |
| 2016年（平成28年） | 2,064    |
| 2021年（令和3年）  | 2,520    |

## 交通

### 鉄道
東急東横線・目黒線が当地の北西端を通過するが、当地に駅はない。元住吉駅が至近に所在する。

### 道路
- 綱島街道（東京都道・神奈川県道2号東京丸子横浜線）

### 路線バス
川崎市交通局と川崎鶴見臨港バスによって、川崎駅西口・小杉駅東口・横須賀線小杉駅・新城駅・新川崎駅・新川崎交通広場などを結ぶバスが当地を経由して運行されている。

## 施設

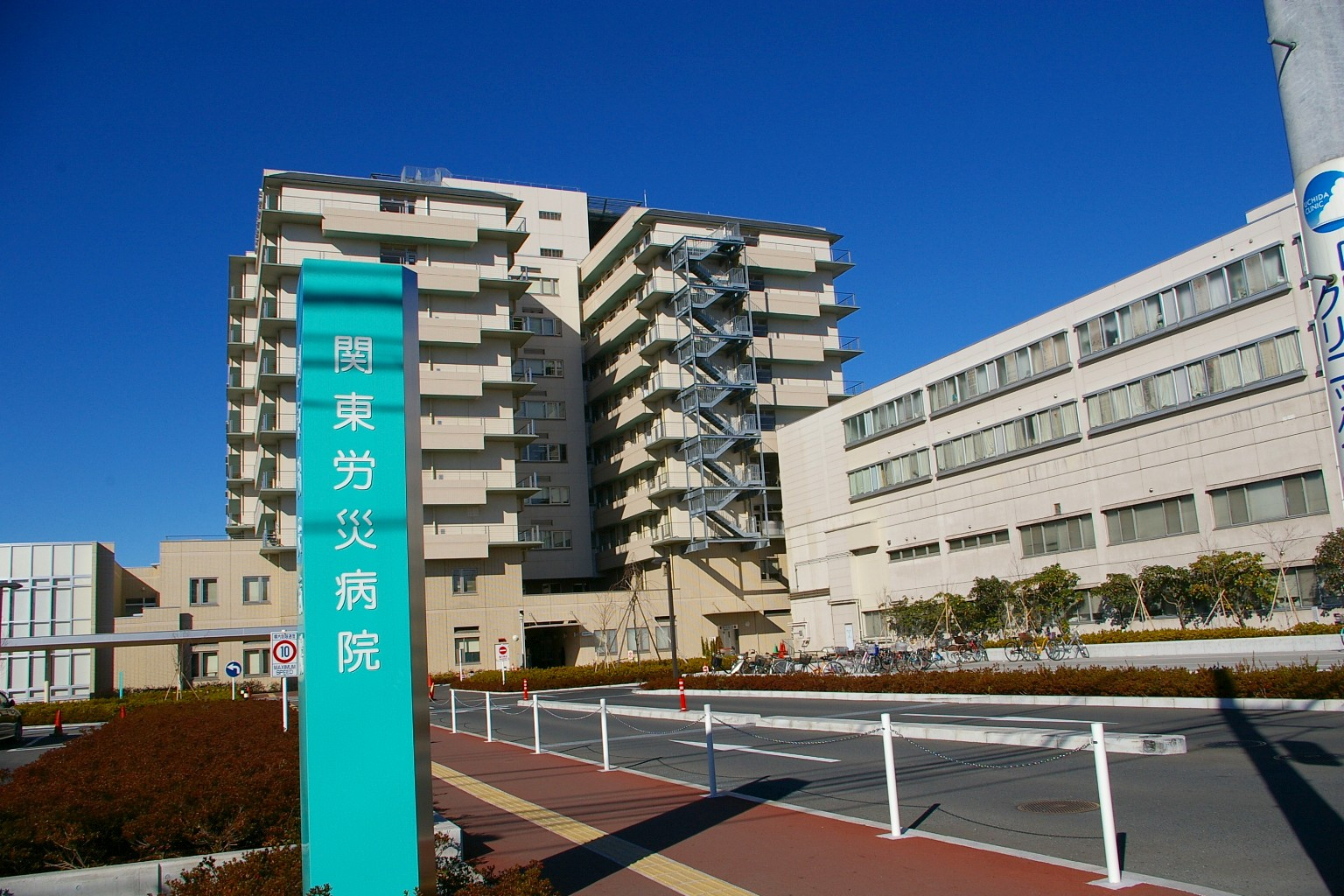
関東労災病院

- オズ通り商店街
- 関東労災病院
- 川崎木月郵便局
- 中原平和公園
  - 野外音楽堂
  - 川崎市平和館
- 中原警察署 木月交番

### 教育施設
- 神奈川県立住吉高等学校
- 川崎市立住吉中学校
- 川崎市立東住吉小学校

## その他

### 日本郵便
- 郵便番号 : 211-0021[3]（集配局 : 中原郵便局[23]）

### 警察
町内の警察の管轄区域は以下の通りである。
| 番・番地等 | 警察署     | 交番・駐在所 |
| ---------- | ---------- | ------------ |
| 全域       | 中原警察署 | 木月交番     |